# Solenosmilia variabilis
Solenosmilia variabilis är en korallart som beskrevs av Duncan 1873. Solenosmilia variabilis ingår i släktet Solenosmilia och familjen Caryophylliidae. Inga underarter finns listade i Catalogue of Life.